# Lupinus misticola
Lupinus misticola är en ärtväxtart som beskrevs av Oskar Eberhard Ulbrich. Lupinus misticola ingår i släktet lupiner, och familjen ärtväxter. Inga underarter finns listade i Catalogue of Life.